# Ernst Theodor Gaupp
Ernst Theodor Gaupp (* 31. Mai 1796 in Klein-Gaffron, Landkreis Lüben, Niederschlesien; † 10. Juni 1859 in Breslau) war ein deutscher Rechtswissenschaftler. Sein Spezialgebiet war die deutsche Rechtsgeschichte.

## Leben
Gaupp besuchte das evangelische Gymnasium in Großglogau und die Ritterakademie (Liegnitz). Erst 1813 als freiwilliger Jäger, dann als Offizier nahm er an den Befreiungskriegen teil. Danach begann er an der nach dem Frieden von Tilsit neu gegründeten Königlichen Universität Breslau Rechtswissenschaft zu studieren. 1816 wurde er Mitglied des neu gestifteten (und kurzlebigen) Corps Teutonia Breslau. Er wechselte an die Friedrich-Wilhelms-Universität zu Berlin und die Georg-August-Universität Göttingen. An der Universität Breslau wurde er 1820 Privatdozent, 1821 a.o. Professor und 1829 o. Professor. Bereits 1822 erhielt er ein Stipendium, um in Italien sich mit dem römischen Recht zu befassen. Für das akademische Jahr 1840/41 wurde er zum Rektor der Universität gewählt. 1832 wurde er Mitglied des Oberlandesgerichts Breslau. Er starb kurz nach seinem 63. Geburtstag.

## Familie
Gaupp heiratete 1823 Auguste Gedike (* 7. Februar 1800), die Tochter des Leipziger Schuldirektors Ludwig Gedike. Das Paar hatte mehrere Kinder:
- Luise
- Klara ⚭ Franz Förster (1819–1878)[5]
- Theodor

sowie die Pflegetochter Elise Lindner.

## Schriften
- Über deutsche Städtegründung, Stadtverfassung und Weichbild im Mittelalter. Jena 1824
- Das alte magdeburgische und hallische Recht. Breslau 1826
- Das schlesische Landrecht. Leipzig 1828
- Miszellen (Abhandlungen und Schriften verschiedenen Inhalts) des deutschen Rechts. Breslau 1830
- Lex Frisionum. Breslau 1832
- Das alte Gesetz der Thüringer. Breslau 1834
- Recht und Verfassung der alten Sachsen. Breslau 1837
- Die germanischen Ansiedelungen und Landteilungen in den Provinzen des römischen Westreichs. Breslau 1844
- Über die Zukunft des deutschen Rechts. Breslau 1847
- Das deutsche Volkstum in den Stammländern der preußischen Monarchie. Breslau 1849
- Deutsche Stadtrechte des Mittelalters, mit rechtsgeschichtlichen Erläuterungen. Breslau 1851–52, 2 Bände
  - Erster Band, Breslau 1851, online.
  - Zweiter Band, Breslau 1852, online
- Über die Bildung der Ersten Kammer in Preußen etc. Breslau 1852
- Germanistische Abhandlungen. Mannheim 1853
- Lex Francorum Chamavorum. Breslau 1855
- Von Femgerichten. Breslau 1857